# Молоденский, Сергей Михайлович
Сергей Михайлович Молоденский (9 марта 1949, Москва, РСФСР, СССР — 29 июня 2016, Москва, Российская Федерация) — советский и российский геофизик, член-корреспондент РАН (2011), лауреат премии имени О. Ю. Шмидта, премии имени Б. Б. Голицына и международной премии фонда имени А. Гумбольдта.
Сын советского геофизика, гравиметриста и геодезиста М. С. Молоденского (1909—1991).

## Биография
В 1972 г. окончил физический факультет Московского государственного университета им. М. В. Ломоносова. С 1972 г. работал в Институте физики Земли им. О. Ю. Шмидта АН СССР (затем — Институт физики Земли им. О. Ю. Шмидта Российской академии наук (ИФЗ РАН).
В 1977 г. защитил кандидатскую, а в 1986 г. докторскую диссертацию. С 1984 г. являлся заведующим лабораторией происхождения, внутреннего строения и динамики Земли и планет ИФЗ РАН (ранее — лаборатории приливов, вращения и внутреннего строения Земли и планет). Автор более ста научных публикаций и двух монографий.
В декабре 2011 г. был избран членом-корреспондентом РАН по Отделению наук о Земле РАН по специальности «геофизика».
Скончался 29 июня 2016 года. Похоронен в городе Балашихе Московской области на Николо-Архангельском кладбище рядом с отцом (участок 9Б).

## Научная работа
Один из крупнейших специалистов в области теории приливов и нутации Земли и теории внутреннего строения Земли. Работы в области теории приливов и нутации для реальной модели Земли.
Обосновал решение задачи о динамических эффектах жидкого ядра Земли. Впервые разработал динамическую теорию приливов и нутации для реальной модели Земли с радиально неоднородным сжимаемым жидким ядром и радиально и горизонтально неоднородной вязкоупругой мантией. Одновременно с японским геофизиком Т.Сасао Сергей Михайлович независимо от него рассчитал влияние океанических приливов на амплитуды и фазы вынужденной нутации Земли. При решении плохо обусловленных (по Адамару) граничных задач, учёным было найдено решение, позволившее построить теорию нутации, удовлетворяющую требованиям точности современных радиоинтерферометрических наблюдений.
Также занимался исследованиями в области неупругих свойств мантии Земли в диапазоне сверхнизких частот; динамического сжатия и вязкости мантии и жидкого ядра и о величине диссипативной связи между жидким ядром и оболочкой Земли (связанной с воздействием сил вязкого и электромагнитного трения между мантией и ядром). Внёс значимый вклад в решение обратной задачи определения распределения плотности с глубиной по данным о собственных колебаниях и о нутации Земли, установив, что привлечение данных о вынужденной нутации уменьшает неоднозначность решения обратной задачи почти на порядок. Создал модели распределений плотности с глубиной и зависимости параметров добротности мантии от глубины и частоты, учитывающие не только сейсмические данные и данные о собственных колебаниях, но и последние радиоинтерферометрические данные о нутации Земли.
Председатель диссертационного совета при ИФЗ РАН, главный редактор журнала «Физика Земли».

## Награды
- Премия имени О. Ю. Шмидта (1990) — За цикл работ «Приливы, нутация и внутреннее строение Земли»
- Премия имени Б. Б. Голицына (2006) — за серию работ «Исследование внутреннего строения Земли по приливным и астрометрическим данным»
- Международная премия фонда имени А. Гумбольдта